# Kobilino, Haskovo
Kobilino (în bulgară Кобилино) este un sat în comuna Ivailovgrad, regiunea Haskovo,  Bulgaria. 

## Demografie
Componența etnică a satului Kobilino
     Turci (68,83%)
     Bulgari (14,28%)
     Nicio identificare (16,88%)
     Altele (0%)
La recensământul din 2011, populația satului Kobilino era de 77 locuitori. Din punct de vedere etnic, majoritatea locuitorilor (68,83%) erau turci, cu o minoritate de bulgari (14,28%). Pentru 16,88% din locuitori nu este cunoscută apartenența etnică.